# IDAS (Flugkörper)

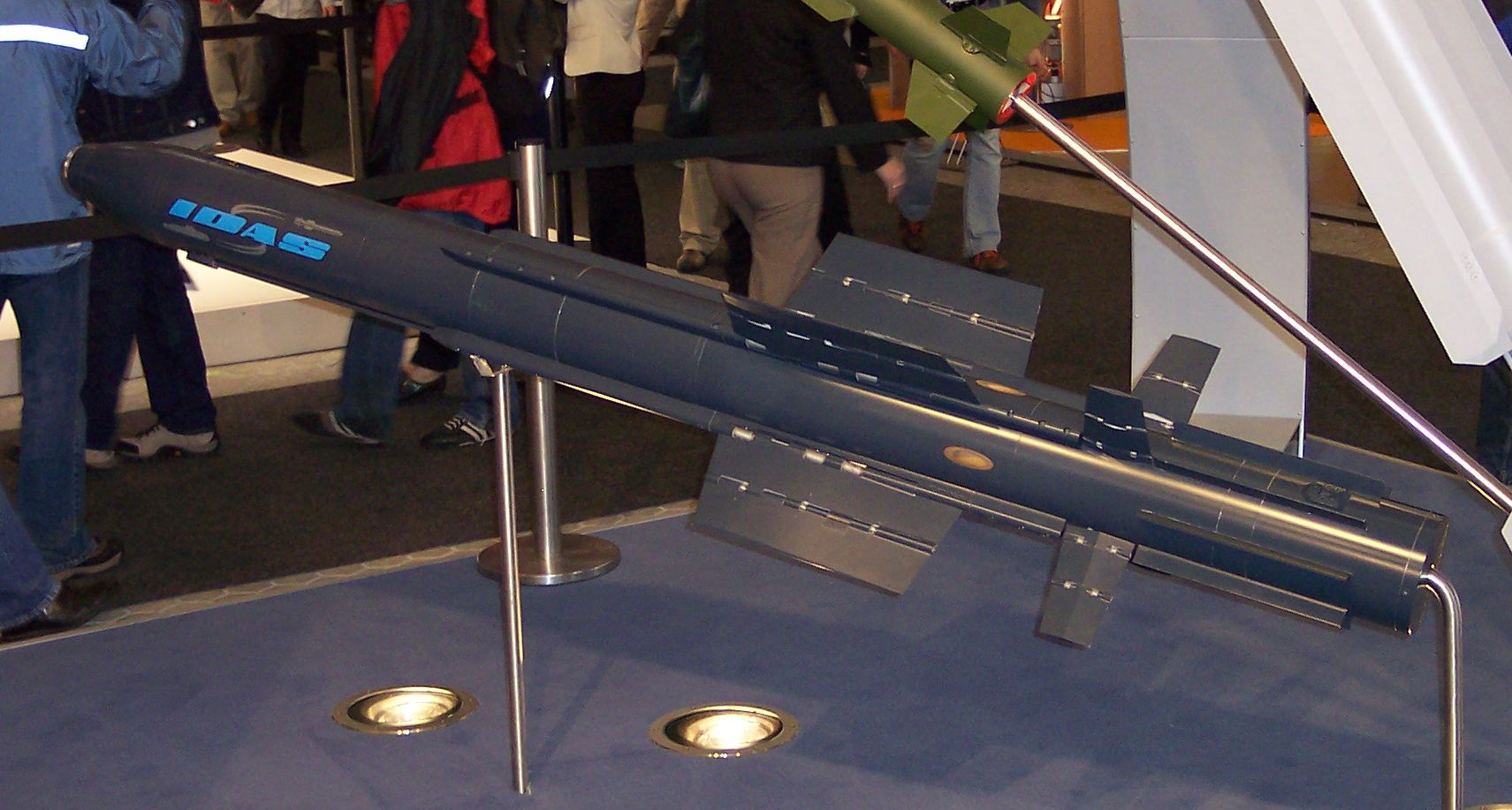
Modell von IDAS auf der ILA 2006

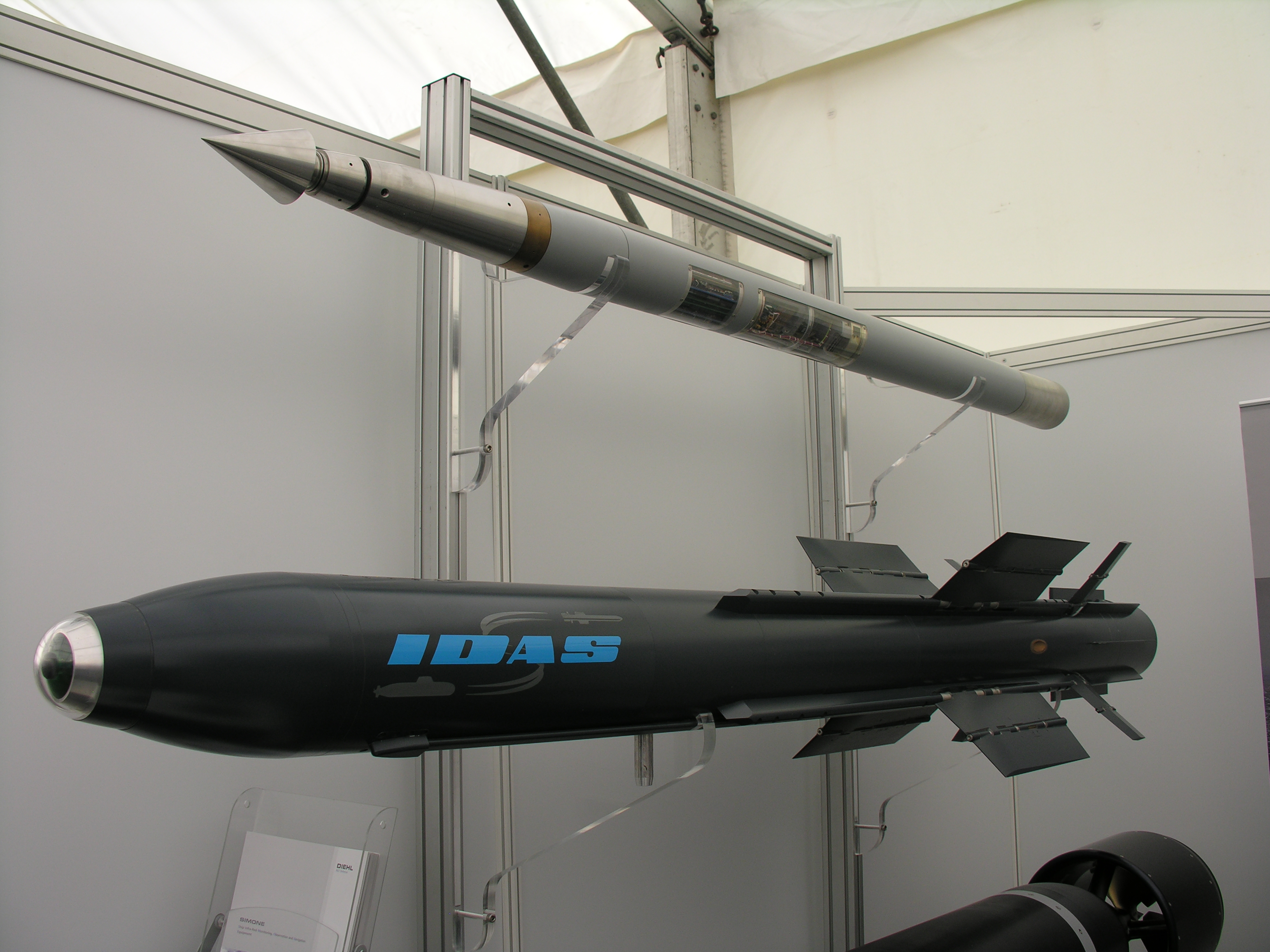
IDAS (TechDemo'08, 2008)

IDAS (Interactive Defence and Attack System for Submarines) ist ein in Entwicklung befindlicher Flugabwehrflugkörper, mit dem U-Boote erstmals U-Jagd-Hubschrauber bekämpfen könnten. Der Flugkörper lässt sich aber auch gegen kleine Schiffe und küstennahe Landziele einsetzen. Er wird vom deutschen Unternehmen Diehl Defence zusammen mit ThyssenKrupp Marine Systems (ehemals HDW) für die U-Boot-Klasse 212 A bzw. 212 CD der Deutschen Marine entwickelt.
Der Leichtgewichts-Lenkflugkörper IDAS hat einen Feststoffantrieb, mit dem eine Reichweite von rund 20 km erreicht wird, und kann von getaucht fahrenden U-Booten der Klasse 212 A abgefeuert werden. Der Start erfolgt durch den Ausstoß aus einem Torpedorohr, gesteuert wird die Lenkwaffe über einen Lichtwellenleiter. Der Zielsuche dient ein von dem Luft-Luft-Lenkflugkörper IRIS-T übernommener Infrarot-Bild-Suchkopf. Die Video-Daten des Suchkopfes werden über den Lichtwellenleiter in das U-Boot an eine Bildschirm-Konsole übertragen, die Zielauswahl und Steuerung erfolgt dann durch den Bediener. Dadurch wird die Trefferwahrscheinlichkeit erheblich erhöht. So kann der Flugkörper präzise ins Ziel gelenkt oder nötigenfalls umgelenkt werden bzw. der Einsatz auch abgebrochen werden. Andererseits kann die Rakete aber auch selbständig fliegen (Fire-and-Forget), falls die Verbindung zum U-Boot verloren geht oder wenn die Situation es erfordert. Das Magazin für vier Lenkflugkörper belegt ein Torpedorohr. Im Magazin sind jeweils zwei Raketen neben- und hintereinander gelagert.
Am 29. Mai 2008 unternahm das U-Boot U 33 in der Ostsee einen Raketentest. Erstmals wurde der neuentwickelte Lenkflugkörper IDAS erfolgreich unter Wasser aus einem Torpedorohr gestartet und traf danach ein simuliertes Ziel in der Luft. Die Entwicklung und Qualifizierung des Flugkörpers ist in den Jahren 2024 bis 2029 geplant.
Nachdem die Finanzierung von IDAS aus dem im Juni 2022 nach dem russischen Überfall auf die Ukraine 2022 eingerichteten Sondervermögen Bundeswehr in Höhe von einhundert Milliarden Euro finanziert werden sollte, wurde das Projekt Ende Oktober 2022 wieder herausgenommen. Am 18. Dezember 2024 billigte der Haushaltsausschuss des Deutschen Bundestages schließlich doch die Entwicklung des Lenkflugkörpers IDAS.